# Айзелін (Нью-Джерсі)
Айзелін (англ. Iselin) — переписна місцевість (CDP) в США, в окрузі Міддлсекс штату Нью-Джерсі. Населення — 20 088 осіб (2020).

## Географія
Айзелін розташований за координатами 40°34′9″ пн. ш. 74°19′16″ зх. д. / 40.56917° пн. ш. 74.32111° зх. д. (40.569294, -74.321106).  За даними Бюро перепису населення США в 2010 році переписна місцевість мала площу 8,26 км², з яких 8,26 км² — суходіл та 0,00 км² — водойми.

## Демографія
Згідно з переписом 2010 року, у переписній місцевості мешкало 18 695 осіб у 6445 домогосподарствах у складі 4893 родин. Густота населення становила 2262 особи/км².  Було 6718 помешкань (813/км²).
Расовий склад населення:
| - 46,1 % — азіатів - 41,5 % — білих - 6,7 % — чорних або афроамериканців - 0,3 % — корінних американців - 2,3 % — осіб інших рас |

До двох чи більше рас належало 3,1 %. Частка іспаномовних становила 7,1 % від усіх жителів.
За віковим діапазоном населення розподілялося таким чином: 21,0 % — особи молодші 18 років, 65,0 % — особи у віці 18—64 років, 14,0 % — особи у віці 65 років та старші. Медіана віку мешканця становила 38,5 року. На 100 осіб жіночої статі у переписній місцевості припадало 95,7 чоловіків;  на 100 жінок у віці від 18 років та старших — 94,8 чоловіків також старших 18 років.
Середній дохід на одне домашнє господарство  становив 98 070 доларів США (медіана — 81 843), а середній дохід на одну сім'ю — 103 493 долари (медіана — 90 104). Медіана доходів становила 61 942 долари для чоловіків та 52 314 долари для жінок. За межею бідності перебувало 5,8 % осіб, у тому числі 6,3 % дітей у віці до 18 років та 8,5 % осіб у віці 65 років та старших.
Цивільне працевлаштоване населення становило 9515 осіб. Основні галузі зайнятості: науковці, спеціалісти, менеджери — 18,7 %, освіта, охорона здоров'я та соціальна допомога — 17,3 %, роздрібна торгівля — 16,7 %.